# Circuito de Vilafranca del Penedès
El Circuito de Villafranca del Panadés fue un circuito de carreras temporal, situado en las carreteras públicas, siendo por sus características el primero en el que se celebraron tres carreras internacionales de coches y que ha llegado a centenario. Estas carreras fueron inscritas por primera vez en el Bureau International,  precursor de la FIA, por lo que el Circuito de Villafranca del Panadés es considerado la cuna de la Fórmula 1 en España. Las llamadas entonces "Cursas de Voiturettes" fueron organizadas por la barcelonesa Peña Rhin en los años 1921, 1922 y 1923. 

## Características
El circuito recorría los municipios de  Villafranca del Panadés, Santa Margarita y Monjós y Castellví de la Marca.Tenía una longitud 14.790 kilómetros en total. Durante la carrera de 1921, se dieron 30 vueltas, sumando un total de 443.700 kilómetros, y en las carreras de 1922 y 1923, se dieron 35 vueltas, alcanzando un total de 517.650 kilómetros. Las carreteras actuales aún conservan la misma ruta que se utilizaba en esos campeonatos de automovilismo.

## Historia
El proyecto de la competición de 1921 especificaba las características de uno de los puntos más significativos del circuito: la recta de tribunas. En fuentes coetáneas podemos leer:

Han empezado a instalarse las tribunas, de soberbio aspecto y de considerables dimensiones, capaces para cerca de tres mil personas, que darán amplia satisfacción a cuantos con toda comodidad deseen presenciar desde ellas las incidencias de la carrera.

[...]instalación de una gran tribuna en el trozo del circuito de Almunia al viraje de Villafranca y poco antes de éste, lugar donde se divisa gran parte de circuito. Dichas tribunas serán capaces para más de seis mil personas, de construcción especial y desmontables, con dos filas de palcos separadas por amplio pasillo y extensas graderias posteriores.

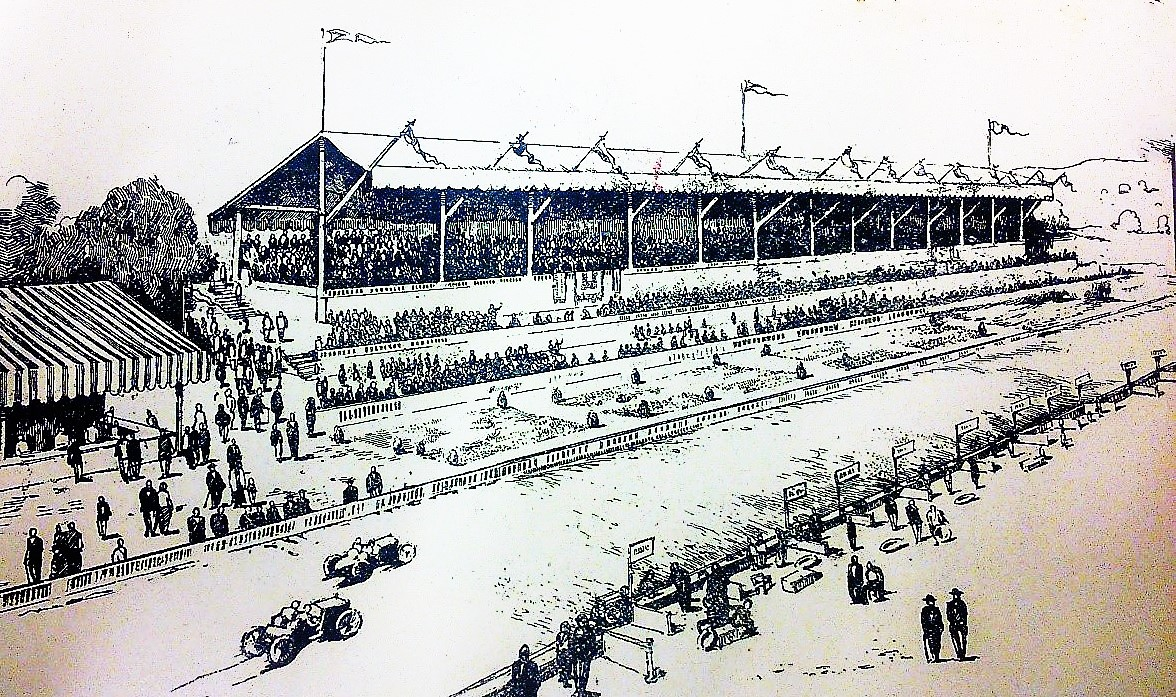
La recta de tribunas del Circuito de Villafranca del Panadés en la carrera de 1921, dibujo de la época

La celebración superó con creces las expectativas de Villafranca y las poblaciones de su entorno. Hay que tener en cuenta que la capital del Penedès tenía una población de 7.958 habitantes en ese momento, por lo que se puede decir que las tres carreras superaron todas las expectativas del suyo tiempo y casi multiplicaron por seis la población. Las crónicas hablan de un total de 50.000 espectadores situados a lo largo del recorrido. Este hecho supuso igualmente que aquel domingo 16 de octubre de 1921 se organizaran numerosos trayectos en tren desde Barcelona para llevar buena parte de este público a Villafranca.
Si bien los carteles y programas se habían presentado anunciando el pasado 19 de junio, la comisión organizadora decidió trasladar la prueba al día 16 de octubre de 1921. 
La carrera de la Peña Rhin en el circuito de Villafranca del Panadés supuso la configuración de varios aspectos de los campeonatos automovilísticos algunos de los cuales todavía se mantienen hoy en día. Uno de ellos fue que cada equipo se identificara con un color específico:

Recordamos con este motivo que la Penya Rhin, diferenciándose de lo puesto en práctica en la mayoría de carreras internacionales, pintará los cohes que concurran a la prueba de color diferente para cada marca. 

La salida de todos los vehículos de forma simultánea se hizo por primera vez en la carrera del año 1923:

...la salida será dada en grupo, precediendo a los concursantes un coche piloto, ...

Hay que tener en cuenta también que los recursos de los equipos de aquellos años veinte eran muy diferentes a los actuales. Sin embargo algunas de las marcas participantes en las tres carreras celebradas en el circuito de Villafranca todavía mantienen su actividad automovilística en nuestros días como és Aston Martin.
Las circunstancias históricas y políticas de aquellos años en España y especialmente el hecho de que el 13 de septiembre de 1923, antes de la celebración de la tercera carrera en el circuito de Villafranca, el general Miguel Primo de Rivera realizara un golpe de Estado disolviendo las cortes e imponiendo un directorio militar con el visto bueno del rey Alfonso XIII, acabaron determinando que las carreras de la Peña Rhin no tuvieran continuidad. Su referencia, y con ella la del circuito de Villafranca del Panadés, forman parte de la historia internacional de las carreras automovilísticas.

## Resultados de las carreras

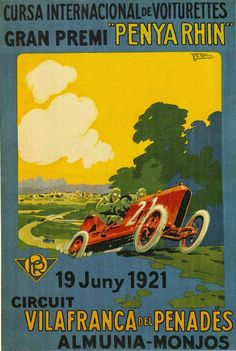
Cartel Gran Premio Peña Rhin en 1921 del Circuito de Villafranca del Panadés

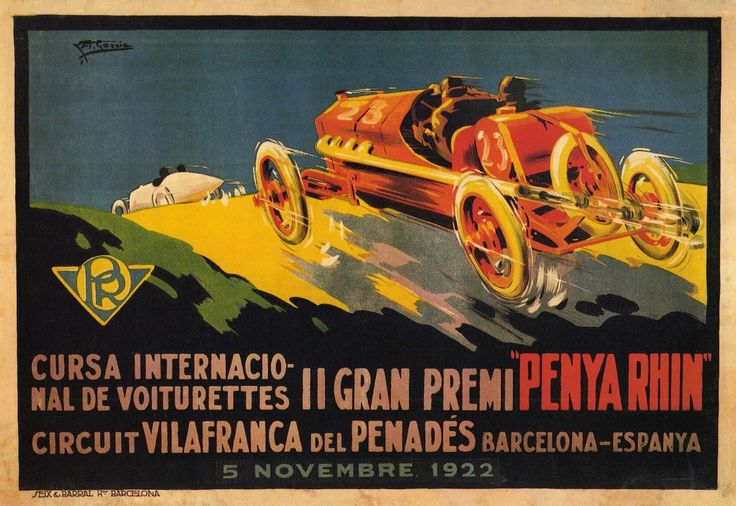
Cartel Gran Premio Peña Rhin en 1922 del Circuito de Villafranca del Panadés

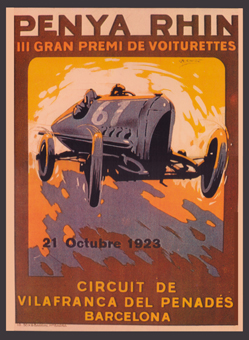
Cartel Gran Premio Peña Rhin en 1923 del Circuito de Villafranca del Panadés

### I Carrera Internacional de Voiturettes (1921)
Fuente: 
1. Pierre de Vizcaya: 5h 11min 19s  Vehículo: Bugatti T13 (media 85,320 km/hora)
2. Mauri Monés: 5h 35min 36s  Vehículo: Bugatti T13 (media 79,300 km/hora)
3. V. Revaux: 7h 00min 20s  Vehículo: La Perle (media 63,680 km/hora)

### II Carrera Internacional de Voiturettes (1922)
Fuente: 
1. Lee Guinnes 4h 55min 46s  Vehículo: Talbot-Darracq (media 105,007 km/hora)
2. Louis de Zborosky 5 h 00 min 19 s  Vehículo: Aston Martin media 103,073 km/hora.
3. Maurizio Ramassotto 5 h 06 min 21 s  Vehículo: Chiribiri media 101,384 km/hora.
4. Henry Seegrave 5 h 28 min 42 s  Vehículo: Talbot-Darracq media 94,400 km/hora.
5. Jesús Batlló 6 h 13 min 44 s  Vehículo: M. A. media 82,900 km/hora.
6. José Feliu 6 h 17 min 59 s  Vehículo: Elizalde media 82,100 km/hora.
7. Fernando de Vizcaya  Vehículo: Elizalde a tres vueltas.
8. Bianchi  Vehículo: SR C. a diez vueltas.

El resto de participantes abandonó por accidente o avería.

### III Carrera Internacional de Voiturettes (1923)
Fuente: 
1. Alberto Divo 4 h 45 min 54 s  Vehículo: Talbot-Darracq media 108,700 km/hora.
2. Louis de Zborosky 4 h 49 min 01 s  Vehículo: Aston Martin media 107,700 km/hora.
3. Darío Resto 5 h 21 min 09 s  Vehículo: Talbot-Darracq media 96,700 km/hora.
4. Fernando de Vizcaya 5 h 21 min 54 s  Vehículo: Elizalde media 96,500 km/hora.
5. Tazio Nuvolari 5 h 47 min 14 s  Vehículo: Chiribiri media 89,300 km/hora.
6. José Feliu 5 h 59 min 32 s  Vehículo: Elizalde media 86,400 km/hora.
7. Patricio de Satrústegui 6 h 8 min 19 s  Vehículo: Elizalde media 84,300 km/hora.

El resto de participantes abandonó por accidente o avería.